# Az angol nyelv története
Az angol nyelv az indoeurópai nyelvcsalád egy nyelve, ezen belül a germán nyelvek közé tartozik, ám fejlődése során (a francia nyelven keresztül) jelentős újlatin hatások is érték.

## Az angol nyelv kialakulása
Az angol nyelv Nagy-Britanniában alakult ki. A sziget őslakosait, a keltákat az 5–7. század során betelepülő germán törzsek (angolok, szászok, jütök) kiszorították a sziget középső részéről, a mai Anglia területéről, amely róluk kapta a nevét. A kelták a sziget peremi részeire (Skócia, Wales), illetve az Ír-szigetre szorultak vissza, később azonban ezek a területek is angol uralom alá kerültek, emiatt a kelta nyelvek mára csaknem kihaltak a szigeteken.
Az angol nyelv kialakulása három szakaszra osztható. Eszerint megkülönböztethető óangol (kb. 450–1100), középangol (kb. 1100–1500) és modern angol (kb. 1500-napjainkig) nyelv. Utóbbin belül beszélnek még korai modern angol nyelvről (kb. 1500–1650).

### Az óangol (angolszász) nyelv
A középkor hajnalán a szigetre betelepülő germán törzsek lényegében mind ugyanazt az (angolszásznak nevezett) nyelvet beszélték. E nyelvben az első jelentős változást a vikingek 7–10. századi bertörése és megtelepedése váltotta ki, aminek révén a mai Anglia jelentős része dán uralom alá került. Az akkori dán nyelv az akkori angoltól szinte csak a szavak végződéseiben tért el. Ezért kezdték az angolok elhagyni a szavak végén levő ragokat, mivel így a dánok is megértették, amit mondtak. Eredetileg ugyanis az angol a legtöbb más nyelvhez hasonlóan ragozó nyelv volt.

### A középangol nyelv
1066-ban Anglia – Hódító Vilmos inváziója révén – normann uralom alá került. A normannok Skandináviából származtak, de a mai Franciaország északi részén, Normandiában hozták létre államukat. Itteni letelepedésük után átvették a francia nyelvet, amit Angliában is megtartottak, így a nemesség nyelve körülbelül 300 éven keresztül a francia volt, ami mély nyomokat hagyott az angol nyelven. A közemberek azonban továbbra is angolul beszéltek. Ez az oka például annak, hogy a húsokat nyersen máshogy hívják az angolban, mint sütve: az állatokat az angolul beszélő angolok nevelték, és természetesen saját nyelvükön nevezték meg azokat. A normann urak asztalára azonban már sütve kerültek, akkor már francia névvel.
Az 1348-as nagy pestisjárvány a lakosság harmadát elpusztította, főleg a városokban, ahol a (vezető réteghez tartozó) franciák éltek. Így hamarosan nem maradt elég francia, hogy az állami hivatalokat betöltse, ezért kénytelenek voltak angolul beszélő embereket felvenni. Az 1500-as évek közepére a francia nyelvet már egyáltalán nem használták Angliában. Hatása azonban tartósan és nagy mértékben átalakította az eredeti angol nyelvet, amelybe rengeteg latin eredetű szó épült be. Így alakult ki az a helyzet, hogy a mai angolban kevesebb az óangol, mint a latin eredetű szó.

### A korai modern angol nyelv
A korai modern angol nyelv már nagy mértékben hasonlított a ma használt angol nyelvre és a korábbi változatokkal ellentétben a mai angol beszélői számára is könnyen érthető. Kezdetét a nagy magánhangzócsúszáshoz kötik, mely a XV. századra tehető és melynek köszönhetően nagy mértékben megváltozott a nyelv kiejtése. A korai modern angol időszakához köthető többek között Shakespeare munkássága és az első angol Biblia-fordítás, a King James Bible. Ebben az időben zajlott a helyesírás egységesítése is, ennek ellenére a középangol kiejtés hatása igen érezhető.

### A modern angol nyelv
A modern angol az 1600-as évek közepe óta használt angol nyelv, amely természetesen azóta is folyamatosan változik. Például a korai modernben még volt külön tegező és magázó forma; ez a kettősség már eltűnt. (A folyamat úgy zajlott le, hogy a "thou" [egyes szám második személyű] személyes névmás – mely ma már régies vagy irodalmi stílusértékű – szerepét átvette a többes szám második személyű névmás tárgyesete, a "you". Tehát nem a magázás szűnt meg a nyelvben, hanem a tegezés.)

## Az angol mint kreol?
Egy vitatott elmélet szerint az angol kreol nyelv, illetve legalábbis elődje, a középangol annak tekinthető. Az elméletet Charles-James N. Bailey és Karl Maroldt dolgozta ki 1977-ben, azóta áll viták kereszttüzében.
Kreol az a nyelv, amely kettő vagy több nyelv keveredéséből jön létre, miközben a nyelvtani szerkezet jelentősen leegyszerűsödik. Az angollal valóban ez történt, az angolszász és az ófrancia keveredett, a nyelvtan pedig sok szempontból egyszerűbb lett: eltűntek a nemek, leépült az ige-és névszóragozás, a nyelvtani esetekre ma már csak a névmások bizonyos alakjai emlékeztetnek. Beiley és Maroldt szerint a középangol tehát egy kreol, ami úgy jött létre, hogy az angolszász nyelvre ráépült az ófrancia, mégpedig a 11.-12. századi "erősebb" és a 13.-14. századi "gyengébb" hatás révén. A teória az angolban fellelhető rengeteg francia jövevényszóra és kevert morfológiai összetételekre épül.
A nyelvészek többsége elutasítja a felvetést, azzal az indoklással, hogy ilyen alapon nagyon sok nyelvet kreolnak lehetne tekinteni. Azzal is érvelnek az elmélet ellen, hogy a tagadhatatlan nyelvtani egyszerűsödés ellenére még mindig nagyon sok rendhagyóság van az angolban (például erős igék megléte).

## Segédanyagok az angol szavak eredetéhez

### Eredetszótárak angol nyelven
- Blackie's Compact Etymological Dictionary
- Oxford Dictionary of English Etimology